# The Many Ways
"The Many Ways" é o terceiro single do álbum Usher de Usher. A música não foi tão bem sucedida quanto as outras entrando em apenas um chart nos Estados Unidos. A canção alcançou o pico de 42 na Billboard R&B/Hip-Hop Songs.

## Faixas e formatos
| United States CD Single |                                      |         |  |
| N.º                     | Título                               | Duração |  |
| 1.                      | "The Many Ways (Album Version)"      | 5:43    |  |
| 2.                      | "The Many Ways (Radio Version)"      | —       |  |
| 3.                      | "The Many Ways (Album Instrumental)" | 5:43    |  |

| País           | Tabelas musicais (1995)     | Melhor posição |
| -------------- | --------------------------- | -------------- |
| Estados Unidos | Billboard R&B/Hip-Hop Songs | 42             |